# Вазелгел
Вазалгел је полимеризовани хидрогел који се за сада примењује у истраживању, нове мање инвазивне контрацептивне методе за мушкарце уместо инвазивне вазектомије (метода контрацепције). Према досадашњим истраживањима спроведеном на мајмунима (приматим) у 100%  случајев Вазалгел се показао као ефективан у спречавању зачећа.

## Принципи деловања
Вазалгел, који је као што му и сам назив каже у облику гела делује  тако што се након убризга у семени канал понаша као дугорочна препрека за избацивање сперму. Гел након око две године тело апсорбује природним процесима.
Спроведене  тестови су показали да се дејство геламоже лако поништи, његовим  избацивањем из канала убризгавањем раствора соде бикарбоне.

## Значај
Кетрин Вандеворт са Националног истраживачког центра за примате у Калифорније, и вођа истраживања овог медикамента, примену ове методе образлаже чињеницом да се контрацептивне методе за мушкарце деценијама нису мењале, и да тренутно...
„Имамо вазектомију, чији се учинак тешко може поништити, и кондоме. Уколико би мушкарци имали поуздани начин контрацепције, који би могао бити лако поништен, мислим да би та идеја била веома примамљива за њих“,
Како дејство Вазалгела спроводи  Фондација „Парсемус“, непрофитна организација која и финансирала истраживање, након  успешно спроведеног истраживања на приматима одлучила да ускоро почне са тестирањем ина људима чим обезбеди довољан износ средства. Према изјави вође истраживања, очекује се и успешно дејство Вазалгел и код мушкараца јер:
„Једна од добрих ствари код мајмуна, на којима су истраживања спроведена, јесте да је њихов репродуктивни тракт веома сличан људском, а и чињеница да они имају више сперме од људи. Добре су шансе да ће метода бити делотворна и за људе“. 